# Pediocactus simpsonii
Pediocactus simpsonii là một loài thực vật có hoa trong họ Cactaceae. Loài này được (Engelm.) Britton & Rose mô tả khoa học đầu tiên năm 1913.

## Hình ảnh

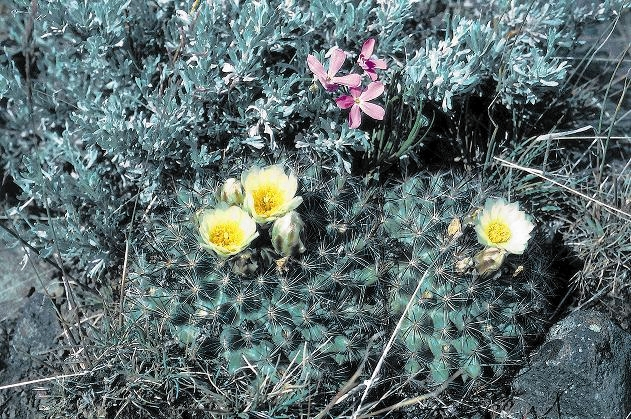
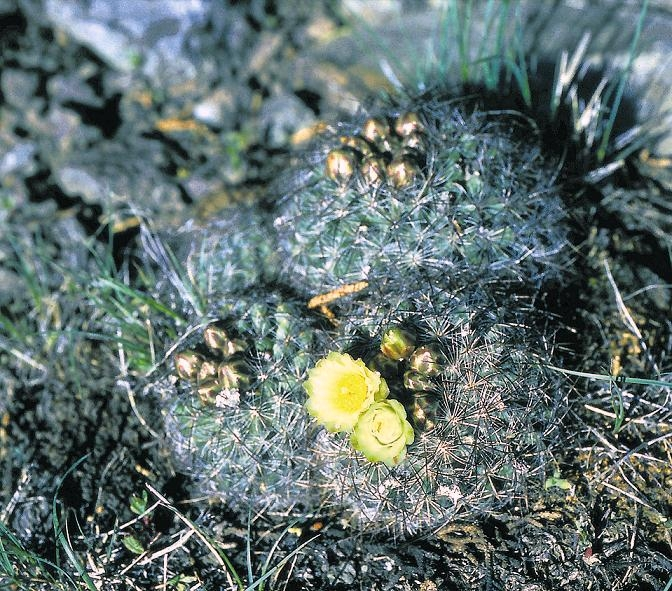
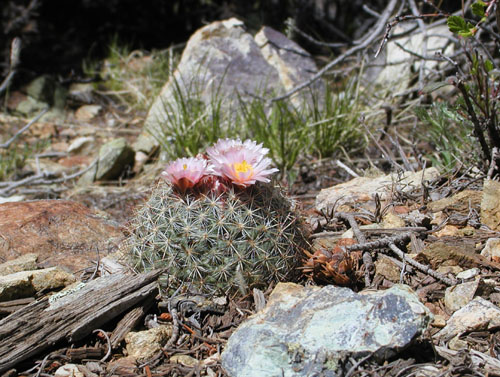
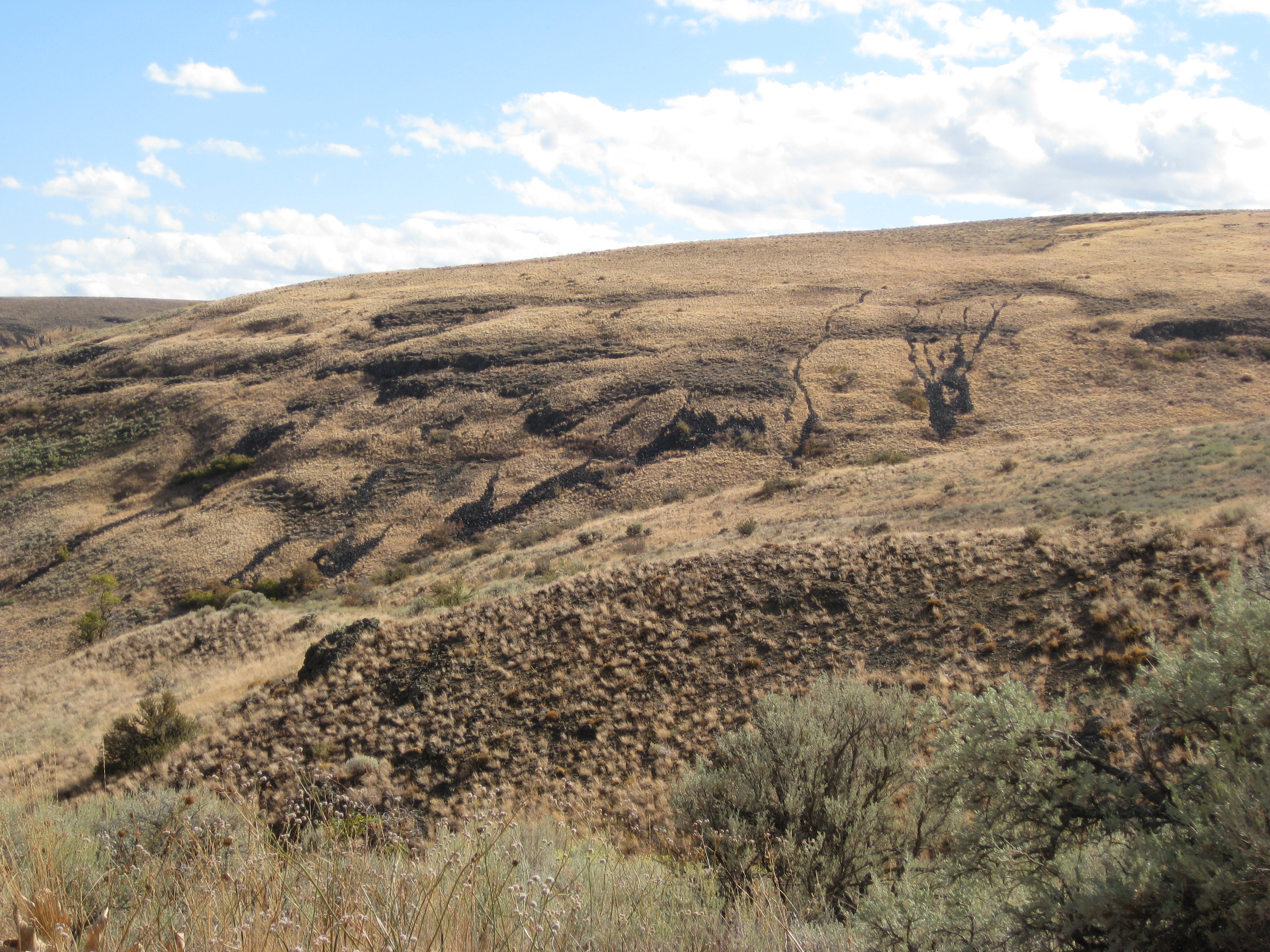